# 周霄
周霄，《戰國策》鮑彪注本作周宵，戰國時魏國人，生卒年不詳。曾與孟嘗君、田需交好，與公孫衍不和。可能為孟子弟子，在《孟子》書中有與孟子答問一章。

## 生平
周霄為魏國人，曾與孟嘗君、田需交好，希望使公孫衍獲罪，因此公孫衍對魏王說，如果想要得到齊國，何不請孟嘗君來魏國為相呢？因此周霄、田需與孟嘗君反目。
周霄曾問孟子，古代的君子是否為官。孟子回答是。周霄追問，那為何會有君子卻不願作官呢？孟子回答，君子未嘗不願意作官，但又厭惡不由正道為官。不由正道而為官，就跟不待父母之命而鑽隙踰牆私奔的男女一樣。